# Соколарці
Сокола́рці (болг. Соколарци) — село в Сливенській області Болгарії. Входить до складу общини Котел.

## Населення
За даними перепису населення 2011 року у селі проживали 498 осіб.
Національний склад населення села:
| Національність   | Кількість осіб | Відсоток |
| ---------------- | -------------- | -------- |
| турки            | 482            | 97,0 %   |
| болгари          | 15             | 3,0 %    |
| цигани           | 0              | 0 %      |
| інша             | 0              | 0 %      |
| не визначились   | 0              | 0 %      |
| Всього відповіли | 497            |          |

Розподіл населення за віком у 2011 році:
Динаміка населення: